# بيل بريل
بيل بريل (بالإنجليزية: Bill Brill)‏ هو كاتب العمود وصحفي أمريكي، ولد في 21 يونيو 1931 في فيلادلفيا في الولايات المتحدة، وتوفي في 10 أبريل 2011 في درم في الولايات المتحدة بسبب سرطان المريء.